# Russische Sprache in der Ukraine

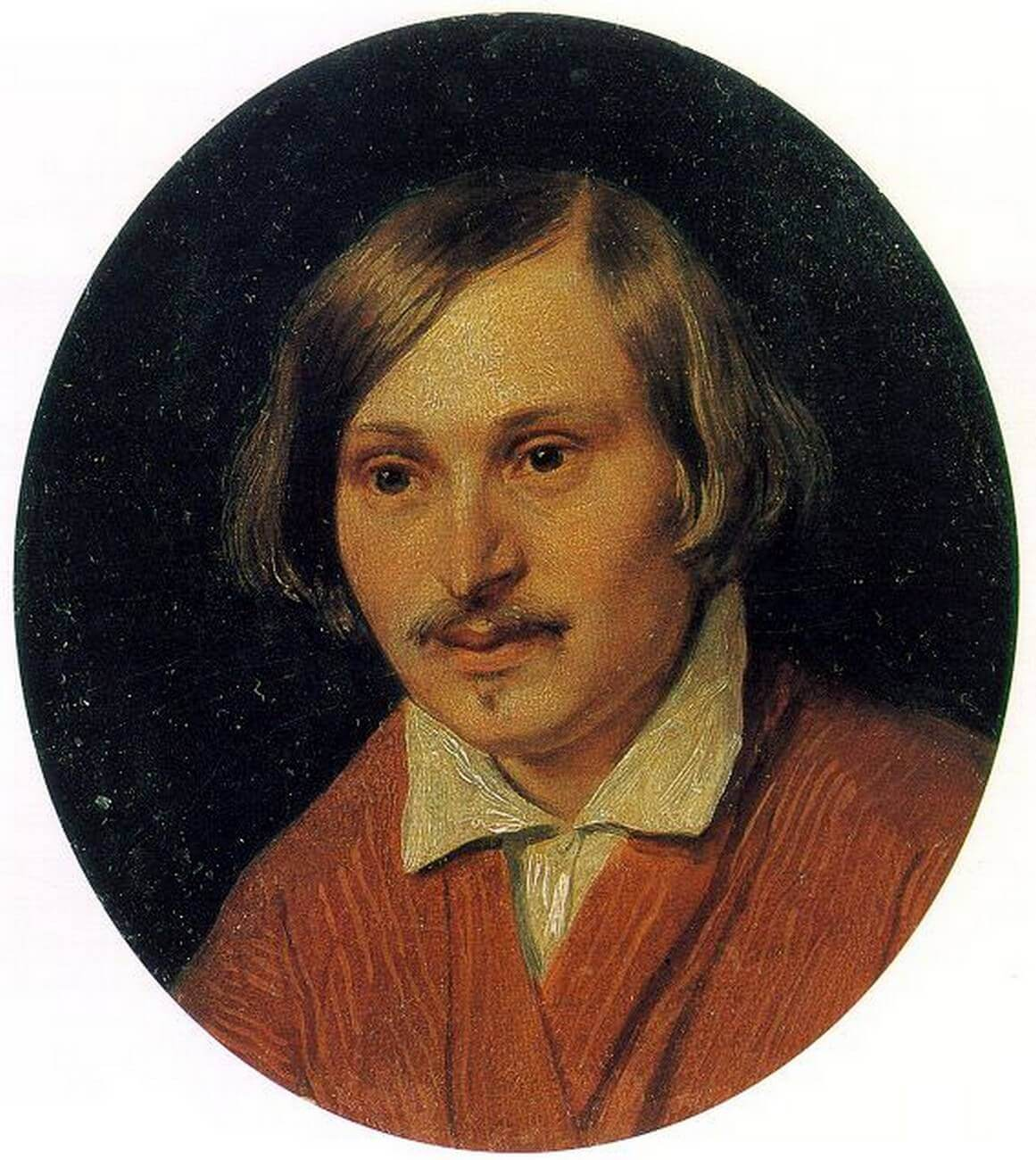
Nikolai Gogol, einer der bekanntesten russischsprachigen Schriftsteller, stammte aus der Ukraine.

Die russische Sprache in der Ukraine ist dort neben dem Ukrainischen die meistgesprochene Sprache des Landes. Sie wird von fast allen Bewohnern des Landes zumindest grundlegend beherrscht und war zwischen 2001 und 2012, je nach Art der Schätzung und Fragestellung, die Muttersprache oder bevorzugte Sprache von knapp 30 % bis über 50 % der Bevölkerung. Russisch verlor seinen Status als Amtssprache mit der Unabhängigkeit des Landes. 1991 wurde Ukrainisch als alleinige Amtssprache festgelegt. Von 2012 bis 2019 war  Russisch in neun Regionen des Landes eine regionale Amtssprache. Verbreitet ist die Sprache insbesondere im Osten und Süden der Ukraine, aber auch in anderen Regionen war es bis zum russischen Überfall auf das Land eine verbreitete Alltagssprache und spielt in der Wirtschaft und den Medien eine große Rolle. Mit dem Surschyk besteht eine gemischte Umgangssprache aus Russisch und Ukrainisch.

## Verbreitung
Russisch wird von fast der gesamten Bevölkerung der Ukraine beherrscht, schwerpunktmäßig aber vor allem im Osten und Süden des Landes, sowie in der Hauptstadt Kiew. 

### Rechtliche Lage
Von 1991 bis 2012 verfügte es über keine offizielle Stellung.

#### Offizieller Status 2012 bis 2019
Ein 2012 unter Wiktor Janukowytsch eingeführtes Sprachgesetz machte die Einführung von regionalen Amtssprachen möglich, sofern in einer Region der Anteil der Muttersprachler dieser Sprache die Marke von 10 % übersteigt. Betroffen von der Aufwertung waren zwar auch andere Minderheitensprachen, doch bezog sich die Absicht hinter dem Gesetz insbesondere auf das Russische, das damit, zumindest theoretisch, in 13 der 27 Verwaltungseinheiten des Landes regionale Amtssprache hätte werden können. Daraufhin wurde Russisch von neun Regionalparlamenten zur regionalen Amtssprache erklärt. Nach dem Sieg der Euromaidan-Revolution sollte das hoch emotionalisierte Sprachgesetz laut Beschluss des nationalen Parlaments zunächst wieder gekippt werden, dieser Beschluss wurde jedoch von Übergangspräsident Oleksandr Turtschynow blockiert.
Die ukrainische Volkszählung ermittelte 2001 einen Anteil von 29,6 % russischen Muttersprachlern. Andere Umfragen ergaben teils deutlich höhere Anteile an bevorzugt Russischsprachigen. Die Ukrainische Akademie der Wissenschaften ermittelte 2007, dass 38,6 % der ukrainischen Bevölkerung im privaten Umfeld ausschließlich Russisch sprechen und 17,1 % sowohl Russisch als auch Ukrainisch verwenden. Inwiefern diese Zahlen für Muttersprachler stehen, ist allerdings unklar.
Die russische Sprache ist insbesondere im Süden und Osten des Landes verbreitet. Während die offizielle Volkszählung die Russischsprachigen nur in den Oblasten Luhansk und Donezk sowie auf der Krim in der Mehrheit sah, war dies unabhängigen Statistiken zufolge auch in weiteren Gebieten der Fall, speziell in den Oblasten Charkiw, Dnipropetrowsk, Odessa, Mykolajiw und Saporischschja. Auch in Kiew war 2012 verschiedenen Statistiken zufolge die Mehrheit der Bevölkerung russischsprachig. Während die offizielle Volkszählung für Kiew nur rund 25 % russische Muttersprachler nannte, ergab die Statistik der Akademie der Wissenschaften, dass 41,2 % der Befragten sowohl Russisch als auch Ukrainisch im privaten Umfeld nutzen und 39,9 % sogar ausschließlich Russisch. Die Zahl derer, die dort nur Ukrainisch sprechen, lag nur bei rund 18 %.
Im Westen und der Zentralukraine sowie im Norden des Landes ist das Russische klar in der Minderheit, auch wenn es in einigen mehrheitlich ukrainischsprachigen Regionen, so etwa in der Oblast Sumy oder der Oblast Poltawa, größere vorwiegend russischsprachige Siedlungsgebiete gibt. Allerdings wird auch in Gebieten mit deutlicher ukrainischsprachiger Mehrheit in den Großstädten und Verwaltungszentren häufig Russisch gesprochen, so dass die Landbevölkerung bei Aufenthalten dort meist selbstverständlich ins Russische wechselt. 
Die Regionen der Ukraine, in denen Russisch von 2012 bis 2019 eine regionale Amtssprache war, waren folgende:
| Region                | Übersetzung russischer Name | Russischer Name          | Ukrainischer Name        | Einwohner |
| --------------------- | --------------------------- | ------------------------ | ------------------------ | --------- |
| Oblast Charkiw        | Oblast Charkow              | Харьковская область      | Харківська область       | 2,73 Mio. |
| Oblast Cherson        | Oblast Cherson              | Херсонская область       | Херсонська область       | 1,07 Mio. |
| Oblast Dnipropetrowsk | Oblast Dnepropetrowsk       | Днепропетровская область | Дніпропетровська область | 3,29 Mio. |
| Oblast Donezk         | Oblast Donezk               | Донецкая область         | Донецька область         | 4,34 Mio. |
| Oblast Luhansk        | Oblast Lugansk              | Луганская область        | Луганська область        | 2,24 Mio. |
| Oblast Mykolajiw      | Oblast Nikolajew            | Николаевская область     | Миколаївська область     | 1,17 Mio. |
| Oblast Odessa         | Oblast Odessa               | Одесская область         | Одеська область          | 2,40 Mio. |
| Oblast Saporischschja | Oblast Saporoschje          | Запорожская область      | Запорізька область       | 1,78 Mio. |

Darüber hinaus galt das Gesetz auch auf der Krim und in Sewastopol, die 2014 völkerrechtswidrig von Russland annektiert wurden. Auch von den niedrigsten Schätzungen ausgehend, bilden die Russischsprachigen der Ukraine die größte russophone Bevölkerungsgruppe außerhalb Russlands.
Befürwortung von Russisch als Staatssprache im Südosten der Ukraine 2012

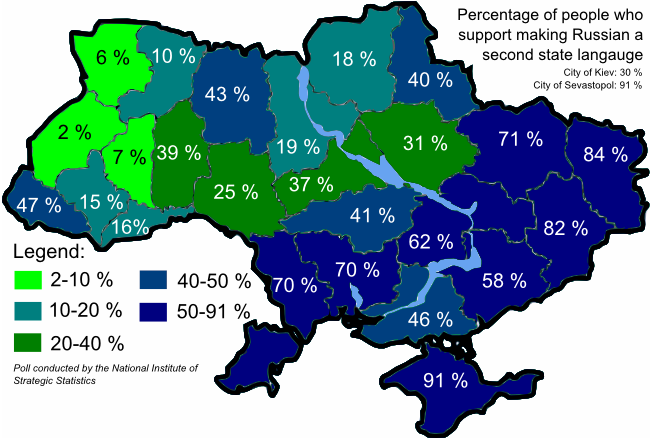
Unterstützung für Russisch als zweite Amtssprache, 2004

Während es für die Entscheidung, Russisch als zweite Staatssprache zuzulassen, in der gesamten Ukraine keine Mehrheit gibt, bildeten die Befürworter einer solchen Entscheidung im Jahr 2012 die Mehrheit im Süden und Osten des Landes.

### Bildungssektor
Seit der Unabhängigkeit verlor das Russische im Bildungssektor an Bedeutung. Der ukrainische Staat wandelte russischsprachige Schulen in ukrainischsprachige Einrichtungen um. Der Anteil der Schüler an Schulen mit russischer Unterrichtssprache sank von 54 % im Jahr 1991 auf weniger als 20 % im Jahr 2009.
Auf der Krim verblieben nach der Annexion durch Russland 2014 nur fünf von vormals rund 800 ukrainischsprachigen Schulen.

### Medien
Die Verbreitung des Russischen spiegelte sich bis 2019 insbesondere in Bereichen wider, die nicht oder nur teilweise vom ukrainischen Staat reguliert werden, wozu auch die Medienlandschaft des Landes zählt. Im Radio waren etwa 60 % der gespielten Lieder russischsprachig, auf dem Buchmarkt waren im Jahr 2012 fast 87 % der verkauften Bücher auf Russisch, ebenso wie 83 % aller verkauften Zeitschriften. Allerdings handelt es sich dabei häufig um Importe aus Russland.

### Umfragen
Eine im März 2022 von der soziologischen Gruppe Rating durchgeführte Umfrage ergab, dass 83 % der Ukrainer glauben, dass Ukrainisch die einzige Staatssprache der Ukraine sein sollte. Diese Meinung überwiegt in allen Makroregionen, Alters- und Sprachgruppen. Andererseits war vor dem Krieg fast ein Viertel der Ukrainer dafür, dem Russischen den Status der Staatssprache zu verleihen, während dies heute nur noch 7 % befürworten. In Friedenszeiten wurde das Russische traditionell von den Bewohnern des Südens und Ostens unterstützt. Aber selbst in diesen Regionen befürwortete nur ein Drittel von ihnen die russische Sprache, und nach der russischen Invasion sank ihre Zahl um fast die Hälfte.
Laut der von der soziologischen Gruppe Rating am 16. und 20. August 2023 durchgeführten Umfrage sprechen fast 60 % der Befragten zu Hause gewöhnlich Ukrainisch, etwa 30 % Ukrainisch und Russisch, nur 9 % Russisch. Seit März 2022 nimmt die Verwendung des Russischen im Alltag merklich ab. Für 82 % der Befragten ist Ukrainisch die Muttersprache, für 16 % ist Russisch die Muttersprache. Binnenvertriebene und Flüchtlinge, die im Ausland leben, verwenden eher beide Sprachen zur Kommunikation oder sprechen Russisch. Dennoch betrachten mehr als 70 % der Binnenvertriebenen und Flüchtlinge Ukrainisch als ihre Muttersprache.

## Geschichte

### Überblick
Russisch, Ukrainisch und Belarussisch gingen aus derselben Sprache hervor, dem Altostslawischen, das die Sprache der Kiewer Rus war. Die damals gesprochene Sprache nahm zwar eine regional unterschiedliche Entwicklung, sprachlich herrschte jedoch bis etwa zum Beginn des 13. Jahrhunderts noch ein Dialektkontinuum vor. Im 13. Jahrhundert zerfiel die Kiewer Rus, das Gebiet der heutigen Ukraine kam in der Folgezeit weitgehend unter Kontrolle des Großfürstentums Litauen, später Polen-Litauens. Unter polnisch-litauischer Herrschaft begann eine freiwillige Polonisierung der Eliten, eine Folge der rechtlich-politischen Gleichstellung des ruthenischen (ukrainischen) Adels mit dem polnischen.
Es wird angenommen, dass sich die russische und ukrainische Sprache ab dem 14. Jahrhundert endgültig voneinander getrennt hatten. Es ist jedoch nicht genau bekannt, wie lange eine problemlose, gegenseitige Verständlichkeit zwischen den beiden Sprachen noch existierte. So wirkte der erste namentlich bekannte russische Drucker, Iwan Fjodorow, im 16. Jahrhundert längere Zeit im heute ukrainischen Lemberg. Zumindest bis zu einem gewissen Grad besteht die gegenseitige Verständlichkeit der beiden Sprachen bis heute, ist allerdings geringer als oft angenommen.
Im 17. Jahrhundert waren die Unterschiede zwischen dem Russischen und Ukrainischen bereits so groß, dass bei der Unterzeichnung des Vertrags von Perejaslaw (zwischen den ukrainischen Saporoger Kosaken und dem Russischen Staat) ein Übersetzer benötigt worden sein soll. Abgesehen von einigen kleinen, schon immer russischsprachigen Minderheiten, wie den Gorjunen, begann der große Einfluss der russischen Sprache in der Ukraine erst mit der Herrschaft der russischen Zaren.

### Russifizierung und russische Siedler in der Ukraine
Durch die Verträge von Perejaslaw 1654 und Andrussowo von 1667 kam die linksufrige Ukraine in ein polnisch-russisches Kondominium. Durch den Russisch-Türkischen Krieg (1768–1774) kamen weitere, zuvor osmanische Gebiete unter russische Herrschaft. In dem damals sehr dünn bewohnten Gebiet wurden nun zahlreiche Städte neugegründet und Kolonisten aus anderen Teilen des Russischen Reiches angesiedelt. Russisch wurde in der Ukraine als Verwaltungs- und Amtssprache etabliert, die von der ukrainischen Elite schnell übernommen wurde. Auch andere Bevölkerungsgruppen, insbesondere Juden, wurden kulturell schnell russifiziert.
Anfang des 20. Jahrhunderts waren fast alle größeren Städte der Ukraine mehrheitlich russischsprachig und zum Teil auch mehrheitlich von Russen bewohnt, auch in Gebieten, die heute in der westlichen Zentralukraine gelegen sind. In Kiew bestand die Bevölkerung 1917 zu 54,7 % aus Russen, 19 % waren (meist russischsprachige) Juden und nur 12,2 % waren Ukrainer. Ukrainer, die sich in den Städten Neurusslands oder stark durch russische Einwanderer geprägten Städten niederließen, übernahmen häufig die russische Sprache. Die Landbevölkerung verblieb mehrheitlich ukrainischsprachig, mit dem Surschyk bildete sich unter der einfachen Bevölkerung allerdings eine Mischsprache aus Ukrainisch und Russisch, die bis heute weit verbreitet ist.
Das Ukrainische wurde von der russischen Obrigkeit als „kleinrussischer Dialekt“ des Russischen klassifiziert und die Existenz einer eigenständigen ukrainischen Sprache nicht anerkannt. Lange Zeit wurde Russisch gegenüber dem Ukrainischen zwar bevorzugt, das Ukrainische aber nicht aktiv bekämpft. Als in der zweiten Hälfte des 19. Jahrhunderts langsam eine Art ukrainische Nationalbewegung entstand, wurde die Politik gegenüber der Sprache restriktiver. 1863 unterschrieb der russische Innenminister Pjotr Walujew aus Angst vor einem ukrainischen Separatismus einen Geheimerlass, der den Druck von Schulbüchern und religiösen Texten im „kleinrussischen Dialekt“ verbot. Literatur durfte jedoch weiterhin publiziert werden. 1876 beschloss Alexander II. mit dem Emser Erlass das vollständige Verbot des Ukrainischen im Buchdruck, im Theater und sogar in Liedern. Zumindest das Verbot ukrainischer Lieder und Theaterstücke wurde aber schon 1883 von Alexander III. wieder aufgehoben. Nach der von Lenin und Tschernow geführten Russischen Revolution von 1905 wurde das Ukrainische auch in Büchern wieder zugelassen, der Emser Erlass an sich wurde aber erst 1917 im Zuge der Oktoberrevolution gänzlich abgeschafft. Das Russische wurde während dieser gesamten Zeit als die dominante Sprache der Verwaltung, Kultur und Bildung gefördert, während das Ukrainische als kleinrussischer Dialekt bezeichnet wurde und stark benachteiligt war.

### Sowjetische Epoche
Während der Zugehörigkeit der Ukraine zur Sowjetunion war die Politik gegenüber der russischen Sprache wechselhaft. Erstmals wurde das Ukrainische von der Regierung in Moskau als eigene Sprache anerkannt. Zwischen 1923 und 1931 wurde das Russische im Rahmen der Korenisazija-Politik in einem bisher beispiellosen Maße zu Gunsten des Ukrainischen zurückgedrängt. In diesem Zusammenhang wird heute auch erstmals von Ukrainisierung gesprochen. Die sowjetische Führung folgte dabei Lenins Nationalitätenpolitik und hoffte, die Bevölkerung der Ukrainischen SSR somit in kommunistische Strukturen einzubinden und unter ihr eine positive Einstellung zur Sowjetunion zu verbreiten. Bereits damals gab es jedoch Kritik an diesen Maßnahmen, die von ihren Gegnern als „zu hart“ und „übertrieben“ bezeichnet wurden.
Spätestens ab den frühen 1930er-Jahren begann jedoch wieder eine massive Förderung des Russischen, die, mit einigen kurzen Unterbrechungen, auch bis zur Auflösung der Sowjetunion anhielt. Das Ukrainische und Russische waren zwar nominell gleichberechtigt, implizit fand aber eine Bevorzugung des Russischen statt. Russisch galt als prestigeträchtigere Sprache und eröffnete auf dem Arbeitsmarkt viele Möglichkeiten. Viele ursprünglich ukrainische Muttersprachler begannen untereinander Russisch zu sprechen. Begünstigt wurde dieser Sprachwechsel durch die nahe Verwandtschaft der beiden Sprachen und die Tatsache, dass es in der Ukraine bereits seit zaristischen Zeiten signifikante russischsprachige Bevölkerungsgruppen gab. Einwanderer aus anderen Teilen der Sowjetunion, wie etwa Georgier, Russen, oder Armenier, lernten nur in den seltensten Fällen Ukrainisch, da Russisch überall in der Ukraine verstanden wurde und in vielen Regionen sogar die meistgesprochene Sprache war.
Das erste Sprachengesetz wurde 1989 verabschiedet, in der die ukrainische Sprache zur alleinigen Staatssprache erklärt wurde, während Russisch den Status einer „Sprache der interethnischen Kommunikation“ innerhalb der Ukrainischen Sozialistischen Sowjetrepublik erhielt. Als die Ukraine 1991 unabhängig wurde, sprach ein großer Teil der ukrainischen Bevölkerung bevorzugt Russisch. Auf der Krim oder im Osten des Landes war es nicht unüblich, dass sogar ethnische Ukrainer das Ukrainische nur schlecht oder teils gar nicht beherrschten. Lediglich in der Westukraine (mit Ausnahme der Region Transkarpatien), die erst 1946 Teil der Sowjetunion wurde, blieb der Einfluss der russischen Sprache begrenzt und das Ukrainische dominierte, auch wenn es dort ebenfalls signifikante Anteile an Russischsprachigen gab, besonders in den Städten.

### Entwicklung seit 1991: Zwischen Ukrainisierung und Ausgleich

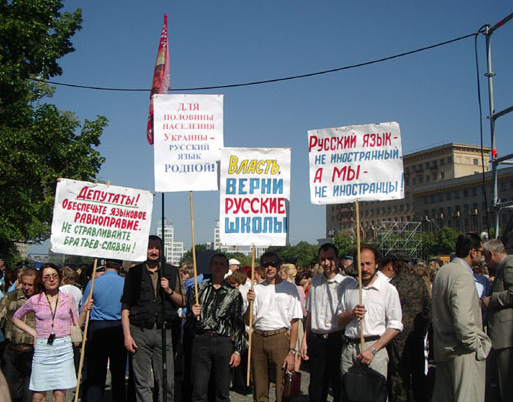
Eine Demonstration für die Anerkennung des Russischen als regionale Amtssprache in Charkiw (2006)

Im Zuge der Unabhängigkeit des Landes wurde Ukrainisch als einzige Amtssprache gewählt und Russisch verlor die offizielle Stellung. Es begann eine moderate Ukrainisierung des öffentlichen Lebens. Russisch wurde im Bildungswesen zurückgestellt, zweisprachige ukrainisch-russische Straßen- und Ortsschilder gegen einsprachig ukrainische Exemplare ausgetauscht und Gesetze erlassen, die den Gebrauch des Ukrainischen fördern sollten. Vornamen russischer Herkunft werden in ukrainischen Pässen grundsätzlich ukrainisiert. So kann etwa der Name Sergei auch auf ausdrücklichen Wunsch des Betroffenen nicht in offiziellen Dokumenten verwendet werden und wird immer in die ukrainische Namensform Serhij umgewandelt.
Ukrainisch als alleinige Staatssprache wurde 1996 in der Verfassung festgeschrieben.
Im Jahr 2000 wurde nach dem Totschlag von Ihor Bilozir, der ukrainische Lieder sang, in Lwiw für einen Monat ein Abspielverbot für russische Musik auf öffentlichen Plätzen und im öffentlichen Verkehr erlassen. Im schriftlichen Verkehr sollte der Gebrauch des Ukrainischen in öffentlichen Schriftstücken verlangt werden.

#### Neues Sprachgesetz 2012
Im August 2012 trat unter der Regierung Wiktor Janukowytschs das neue Sprachgesetz „Zu den Grundlagen der staatlichen Sprachpolitik“ in Kraft. Dieses Gesetz besagte, dass in Gebieten mit einem Anteil von wenigstens 10 Prozent Muttersprachlern eine Sprache zur regionalen Amtssprache erhoben werden kann. Betroffen war davon insbesondere das Russische. Allerdings wurde dadurch auch die Förderung weiterer Minderheitensprachen, darunter Rumänisch, Bulgarisch und Ungarisch, beschlossen. Die Debatte und die Abstimmung über das Sprachgesetz im Parlament im Mai 2012 war von Tumulten und Schlägereien begleitet.
Theoretisch hätte Russisch damit in 13 der 27 Verwaltungseinheiten des Landes aufgewertet werden können, letztlich erhoben es aber nur neun Regionen in den neuen Status. Größere Auswirkungen, etwa im Schulsystem oder in sonstigen Gebieten, hatte das Gesetz bislang allerdings nicht zur Folge. Der damalige Parlamentssprecher der Krim, Wolodymyr Konstantynow, erklärte Anfang 2013, das Gesetz habe auf der Krim „nichts gebracht oder verändert“.
Weniger als zwei Tage nach dem Sieg der Euromaidan-Revolution beschloss das ukrainische Parlament in einer seiner ersten Amtshandlungen der Post-Janukowytsch-Ära mit einer knappen Mehrheit die Aufhebung des Sprachgesetzes. Die Initiative dazu kam vom Abgeordneten Wjatscheslaw Kyrylenko. Die Förderung aller Minderheitensprachen, darunter nicht nur Russisch, hätte damit eingestellt werden sollen.
Kritik an dieser Entscheidung gab es von Seiten Russlands, der OSZE, des Europarats und von den Außenministern Polens, Ungarns und Rumäniens. Die Unruhen im Osten des Landes verschärften sich dadurch weiter, letztlich legte Übergangspräsident Oleksandr Turtschynow ein Veto ein, so dass das Gesetz weiterhin in Kraft blieb. Danach äußerten sich Politiker, die kurz zuvor noch für die Abschaffung des Sprachgesetzes gestimmt hatten, positiv gegenüber diesem. Zu den neuerlichen Unterstützern zählte auch Julija Tymoschenko.

#### Vorrang des Ukrainischen ab 2019
Kurz nach der Abwahl des Staatspräsidenten Petro Poroschenko wurde ein unter seiner Präsidentschaft erarbeitetes neues Sprachgesetz verabschiedet, zunächst mit einer Übergangsfrist. Diese lief im Januar 2022 aus. Das Gesetz legt fest, dass die einzige offizielle Staatssprache in der Ukraine Ukrainisch ist und Beamte verpflichtet sind, diese Sprache in ihren beruflichen Funktionen zu sprechen. Behörden, aber auch Dienstleister allgemein sollen Kunden zuerst auf Ukrainisch ansprechen, dürfen aber weiterhin auf Russisch sprechen, wenn sie darum gebeten werden. Zudem müssen Buchläden mindestens 50 Prozent ihres Bestands auf Ukrainisch anbieten. Die Veröffentlichung von Printmedien in russischer Sprache wird nicht verboten, aber es wird festgelegt, dass eine ukrainische Version in gleicher Auflage und gleichem Umfang veröffentlicht werden muss. Dies gilt vorerst nur für überregionale Printmedien, soll aber ab Juli 2024 auch auf regionale Printmedien ausgeweitet werden.

#### Vermeidung des Russischen nach dem russischen Überfall 2022
Nach Beginn des russischen Überfalls auf die Ukraine bemühten sich Ukrainer russischer Muttersprache oft erstmals ernsthaft, Ukrainisch zu lernen, dies als Symbol einer freien Ukraine.